# Michel-Dimitri Calvocoressi
Michel-Dimitri Calvocoressi (Marsiglia, 2 ottobre 1877 – Londra, 1º febbraio 1944) è stato uno scrittore e critico musicale francese multilingue che promosse musicisti come Franz Liszt e Modest Petrovič Musorgskij.

## Biografia

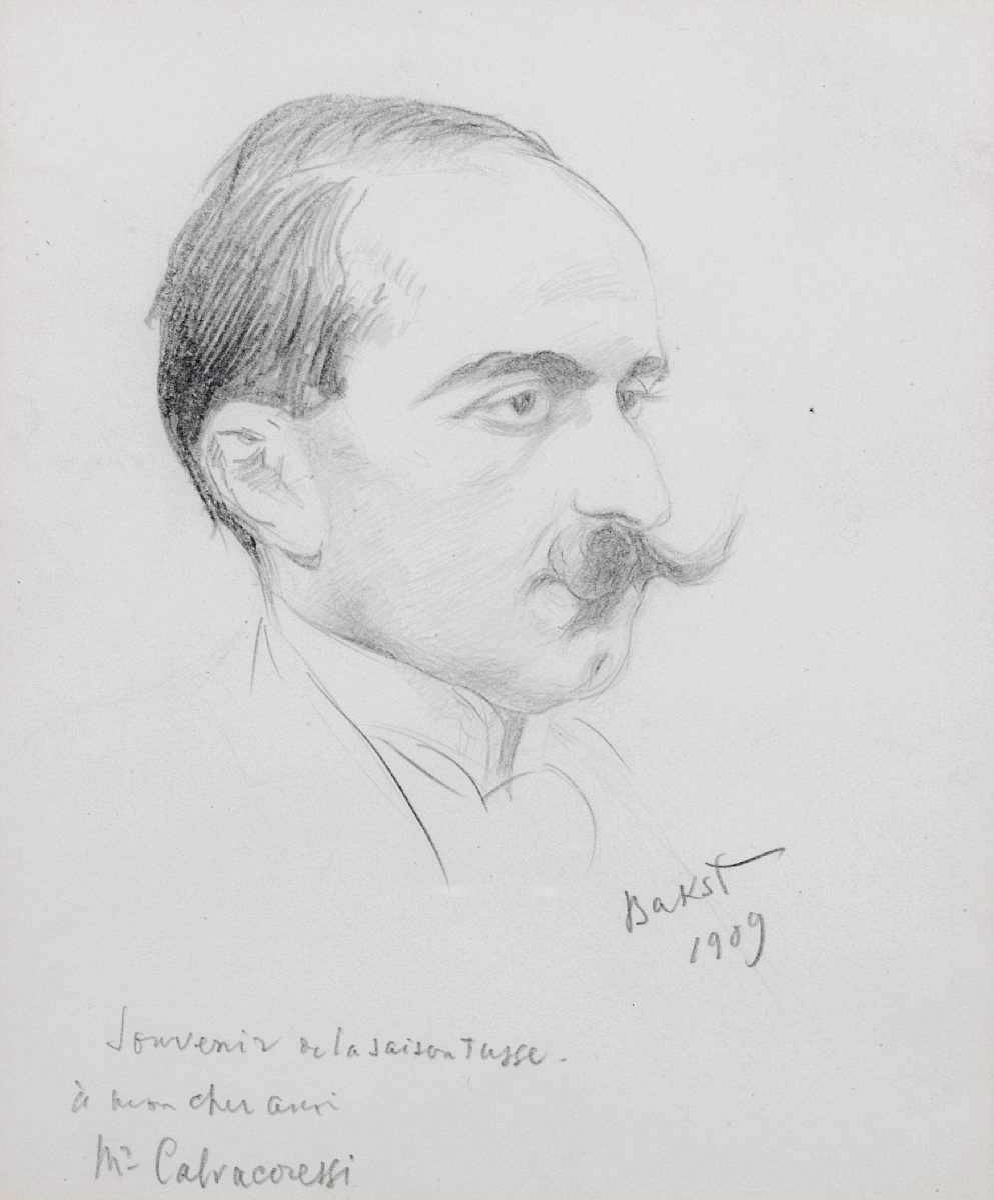
Michel-Dimitri Calvocoressi, 1909 (Léon Bakst)

Calvocoressi nacque a Marsiglia, in Francia, da genitori greci. Dapprima studiò legge al Lycée Janson de Sailly, quindi studiò musica al Conservatoire de Paris con Xavier Leroux.
Divenne amico di Maurice Ravel che in seguito gli dedicò "Alborada del gracioso" dalla suite per pianoforte Miroirs. Talentuoso poliglotta, Calvocoressi iniziò la sua carriera nel 1902 come critico musicale e corrispondente per numerosi periodici inglesi, americani, tedeschi e russi. Tradusse anche testi di canzoni, libretti d'opera e libri dal russo e ungherese in francese e inglese. Il soggetto del suo primo libro fu Liszt, ma era un forte sostenitore di Mussorgsky e di altri musicisti russi.
Calvocoressi tenne conferenze all'École des Hautes Études Sociales dal 1905 al 1914, insegnando musica contemporanea. All'inizio della prima guerra mondiale, il greco Calvocoressi si trovò incapace di servire la causa francese. Si trasferì a Londra e prestò servizio come crittografo. Trascorse il resto della sua vita in Inghilterra, fu naturalizzato, sposò una cittadina inglese e scrisse il resto dei suoi libri in inglese. Calvocoressi era un membro della società musicale Les Apaches. Morì a Londra.

## Sostenitore della musica russa
L'eredità di Calvocoressi come critico musicale e traduttore è stato il suo sostegno alla musica russa. Scrisse tre libri su Modest Petrovič Musorgskij. Fu il consulente musicale francese di Sergei Diaghilev proprio nel momento in cui Diaghilev stava introducendo i francesi all'arte russa.

## Libri
- Liszt (Parigi, 1905)
- Mussorgsky (Parigi, 1908)
- Glinka (Parigi, 1911)
- Schumann (Parigi, 1912)
- Charles Koechlin (Parigi, 1923)
- The Principles and Methods of Musical Criticism (Londra, 1923)
- Musical Taste and How to Form It (Londra, 1925)
- Musicians Gallery: Music and Ballet in Parigi e Londra (Londra, 1933)
- Masters of Russian Music, con G. Abraham (Londra e New York, 1936)
- Debussy (Londra, 1944)
- A Survey of Russian Music (Harmondsworth, 1944)
- Mussorgsky (Londra, 1946), una nuova vasta biografia di Mussorgsky pubblicata postuma.
- Mussorgsky: His Life and Works (Londra, 1956)[1]